# Zelené pivo

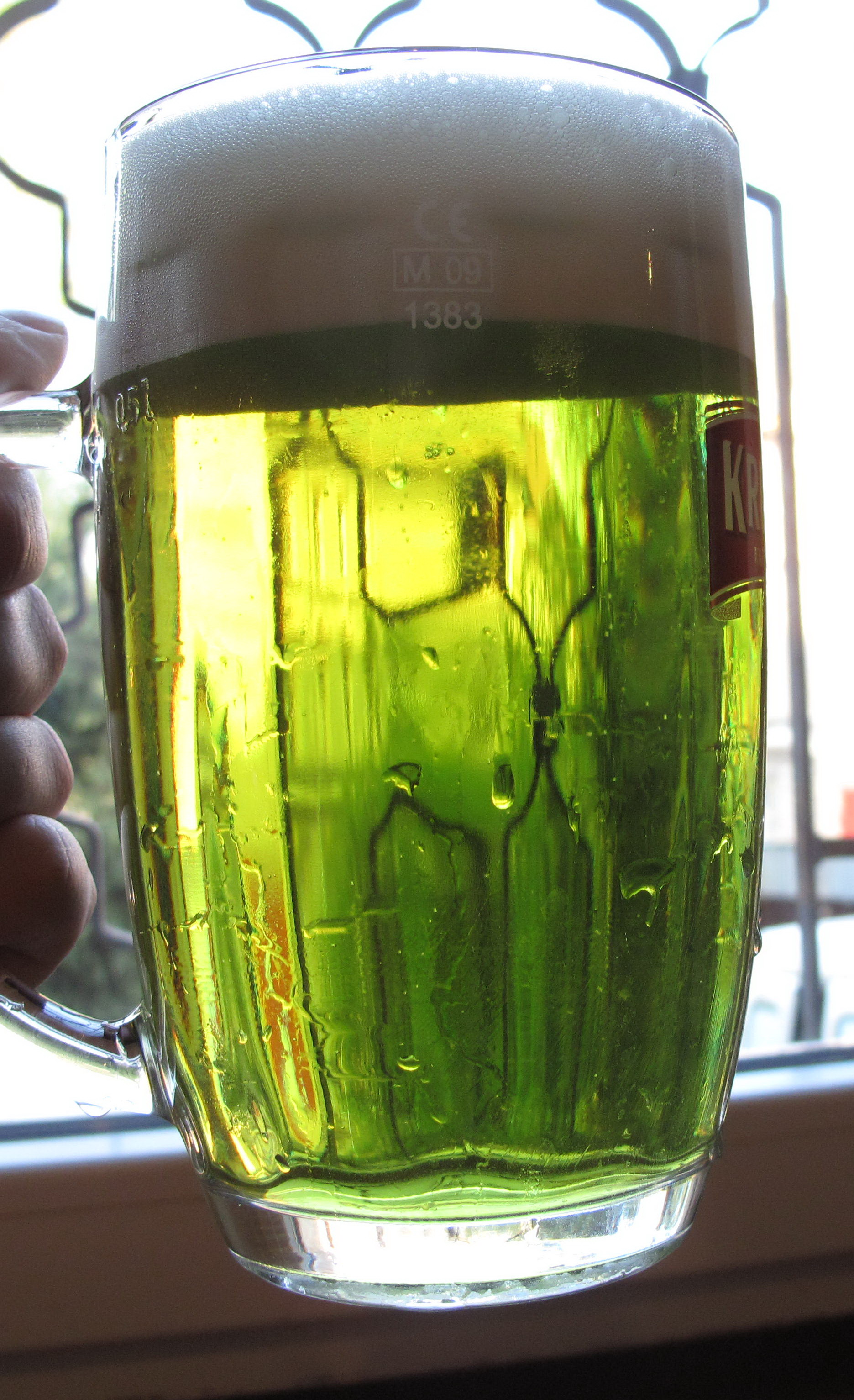
Zelené pivo

Zelené pivo je speciální zeleně zbarvené pivo.
V České republice je známé zelené pivo od pivovaru Starobrno, které je nabízeno každý rok na Zelený čtvrtek. Vaří se na dva rmuty a spodní kvašení trvá osm dní. Dle reklamních materiálů pivovaru měla být pro chuť a barvu piva nejdůležitější jeho utajovaná bylinná složka. Zelenou barvu ovšem ve skutečnosti pivu dodávala brilantní modř, tedy chemicky vyrobené barvivo, a pivovar byl za klamavou reklamu dokonce pokutován. Tradice pití zeleného piva začala v roce 2006 v Brně, ochutnat ho je ale možné i v mnoha dalších městech.
Zelené pivo se ovšem vaří také ke dni sv. Patrika, např. v plzeňském minipivovaru Purkmistr. Mezi zelená piva patří každoročně i Litovel Patrik z produkce Pivovaru Litovel, který se připravuje jak na Velikonoce, tak na svátek sv. Patrika. Litovel Patrik byl uvařen poprvé v roce 2014.
Pivovary vařící zelené pivo
- Pivovar Starobrno
- Pivovar Primátor
- Pivovar Litovel – Patrik 11o
- Pivovar Jihlava
- Podklášterní pivovar Třebíč – Zelená Karkulka
- Minipivovar Purkmistr
- Panský pivovar Sokolnice – Zelený ležák 12o
- Pivovar Dudák
- Podřípský minipivovar Ctiněves - Zelený ležák 12o
- Pivovar Kácov - Hubertus
- Pivovar Hauskrecht - PH 13 Svatý Patrick
- Pivovar Dalešice - Dalešické zelené 11°
- Pivovar Kamenice nad Lipou
- Pivovar Budějovický Budvar
- Pivovar Moravia